# Drosophila loiciana
Drosophila loiciana este o specie de muște din genul Drosophila, familia Drosophilidae, descrisă de Tsacas și Chassagnard în anul 2000. Conform Catalogue of Life specia Drosophila loiciana nu are subspecii cunoscute.